# Taylor Swift vs. Scooter Braun: Bad Blood
Taylor Swift vs. Scooter Braun: Bad Blood es un documental de dos partes sobre la disputa entre Taylor Swift y Scooter Braun, que se estrenó el 21 de junio de 2024. Se lanzó en Max en Estados Unidos y en Discovery+ en el Reino Unido. La docuserie de dos partes profundiza en la disputa de alto perfil entre Taylor Swift y Scooter Braun, que comenzó cuando Braun compró los derechos de los primeros seis álbumes de Swift por $300 millones en 2019.
La docuserie ofrece una mirada detallada a ambos lados de la controversia, destacando cuestiones de propiedad musical, dinámicas de género en la industria y la influencia de las comunidades de fanes.

## Episodios

### Versión de Taylor
El primer episodio explora la perspectiva de Swift de que la venta se realizó sin su consulta y que desde entonces se le ha impedido comprar sus másteres.
El episodio repasa la disputa entre Kanye West y Taylor Swift cuando Kanye saltó repentinamente al escenario en los MTV Video Music Awards de 2009 y básicamente dijo que Taylor no merecía el premio porque, según él, el video musical «Single Ladies (Put a Ring on It)» de Beyoncé era mejor. La historia de fondo es que Kanye se hace amigo de Scooter Braun en 2016; como resultado, Taylor comienza a desagradar a Scooter también. Más tarde, la canción de Kanye de 2016 «Famous» enfurece a Taylor, especialmente la línea «I made that bitch famous».
La canción de Taylor de 2020 «The Man» es una indirecta a Scooter Braun.

### Versión de Scooter
El segundo episodio examina las afirmaciones de Braun de que Swift se negó a negociar y, en cambio, incitó una disputa pública al movilizar a su base de fanáticos en su contra.
Scooter Braun afirma que los fanáticos de Taylor lo han amenazado.
Según Scooter, el padre de Taylor Swift, Scott Swift, era un accionista minoritario del 3% en Big Machine Records cuando se vendió a la empresa de Scooter. Los partidarios de Scooter afirman que Scott Swift ganó más de $15 millones en beneficios por la venta de Big Machine a Ithaca Holdings; por lo tanto, sería inverosímil que su hija Taylor no supiera que Big Machine estaba siendo vendida a una discográfica más grande.
Tras el atentado en el Manchester Arena en 2017, Scooter organiza el concierto One Love Manchester.
En octubre de 2020, Scooter vende el sello discográfico Big Machine, incluidos los másteres de los álbumes de Taylor, a Shamrock Holdings. Sin embargo, agrega una cláusula al contrato de venta que le permite seguir ganando regalías de los másteres de las canciones de Taylor.